# Tümpling (Adelsgeschlecht)

Wappen derer von Tümpling

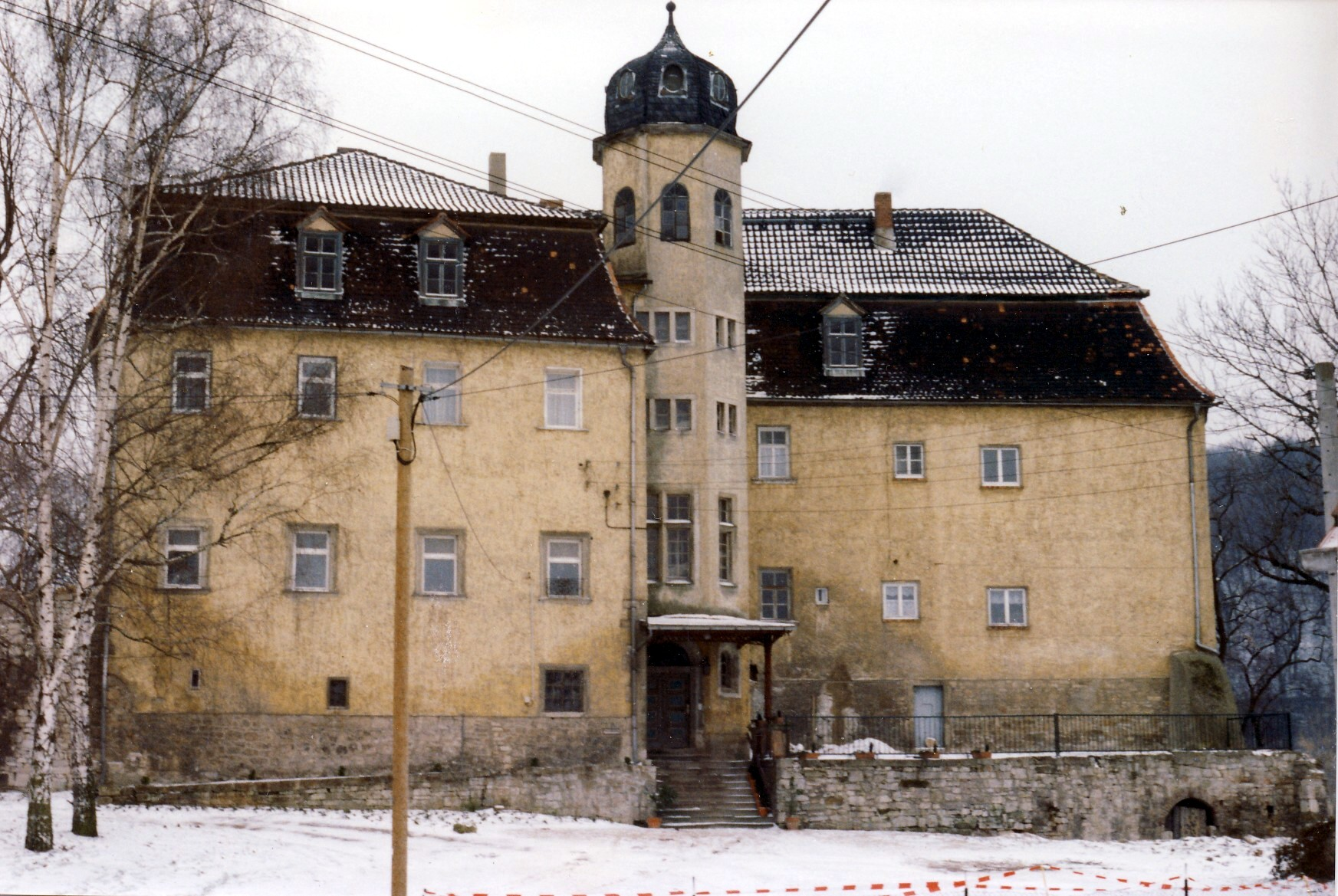
Schloss Tümpling, 1996

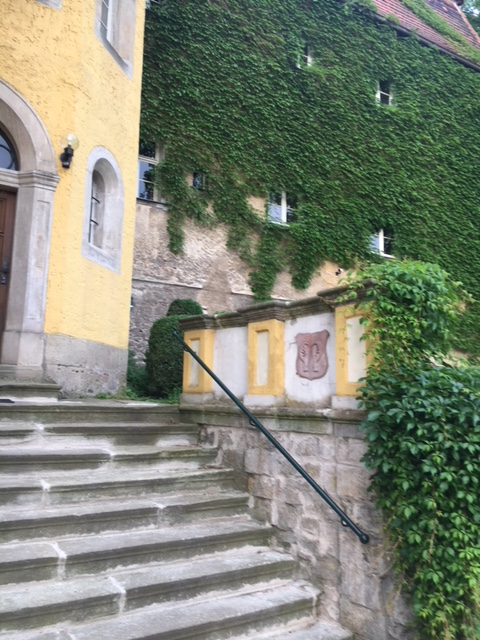
Schlossaufgang mit Wappen

Tümpling ist der Name eines uralten thüringischen Adelsgeschlechts mit gleichnamigem Stammsitz Tümpling nordwestlich von Camburg an der Saale.

## Geschichte
Dass das Geschlecht als Castellani der Burg Camburg schon um 1300 nachweisbar sei, ist nirgends belegt und daher wertlos. Auch die Nennung eines Albertus de Timpling († 1319) ist urkundlich nicht zu fassen und daher wohl auch eine Erfindung. Beide Belege sind schon wegen der Schreibung mit „ing“ am Ende auffällig, da sich diese erst später herausbildete. Die Familie erscheint urkundlich erstmals 1337 mit Thune von Tümplicz. Die Stammreihe beginnt mit demselben dort Dyte (Time) von Tumplic genannten, der am 29. September 1346 eine Urkunde siegelt. Cuno von Timpling lebte um 1359; Hans war 1402 Vogt zu Saalfeld.
Nachfolgend entwickelten sich verschiedene Familienlinien, gebunden an die Besitzgüter in Helmsdorf, Reinsdorf und Sorna. Mit dem Premierleutnant Karl Gottlob von Tümpling erhielt ein Mitglied der Familie durch den Orden Pour Le Mérite 1759 eine der höchsten Auszeichnung Preußens. Der Major Wolf Ferdinand von Tümpling-Reinsdorf (1861–1938) war als Kammerherr und Schloßhauptmann Generalbevollmächtigter des Hauses Sachsen.
Zum Besitz der Familie gehörte einst auch das zeitweise Schloss Thalstein bei Jena, wo seit zeitweise das Familienarchiv mit Ahnengalerie befand, sowie von 1750 bis 1768 die beiden Rittergüter Etzoldshain und Könderitz.
Nach den Enteignungen 1945 enteignet per Gesetz der Bodenreform an Umsiedler lebten viele Familienmitglieder weiterhin in Thüringen und Berlin.
Der Stammsitz Schloss Tümpling, bis etwa 1819 im direkten Besitz befindlich, ist seit 1993 infolge Rückkaufs wieder im Familienbesitz.

## Wappen

Wappen Tümpling 1894

Der Schild ist von Rot und Silber gespalten. In verwechselten Tinkturen je eine aufrechte, nach innen gekehrte, gezahnte Kampfsichel. Auf dem Helm mit rot-silbernen Decken eine wachsende laubbekränzte Jungfrau in von Silber und Rot gespaltenem Gewand mit fliegenden Haaren, in den erhobenen Händen rechts eine rote und links eine silberne nach innen gekehrte Sichel haltend.

## Persönlichkeiten
- Rudolf Wilhelm von Tümpling (1612–nach 1651), Mitglied der Fruchtbringenden Gesellschaft („Der Einwurzelnde“)
- Philipp Heinrich von Tümpling (1616–1669), sachsen-altenburgischer Hofmarschall, Mitglied der Fruchtbringende Gesellschaft („Der Aufrichtige“)[7]
- Otto Wilhelm von Tümpling (1660–1730), sachsen-merseburgischer Hofmarschall
- Heinrich von Tümpling (1699–1773), Dompropst von Merseburg, in der Fruchtbringenden Gesellschaft „Der Aufrichtige“
- Georg Wolf von Tümpling (1713–1777), preußischer Oberst, Chef des Garnisonsregiments Nr. 2
- Ferdinand von Tümpling (1750–1803), preußischer Oberst und Kommandeur des Husarenregiments H 10 „von Glaser“
- Adam von Tümpling (1781–1871), preußischer General der Kavallerie
- Wilhelm von Tümpling (1809–1884), preußischer General der Kavallerie
- Wolf von Tümpling (1809–1870), Herr[8] auf Sorna, Chursdorf, Hermsdorf, Näthern und Reinsdorf, kgl. bayr. Kammerherr
- Wolf von Tümpling (1845–1923), preußischer Legationsrat und Autor der Genealogie der Familie[9]
- Hans Wilhelm von Tümpling (1891–1978), Bankier in Berlin, später Frankfurt am Main während des Zweiten Weltkriegs[10]
- Alexandrine von Tümpling-Reinsdorf (1899–1971), Oberin
- Arwed von Tümpling (1903–1964), Dr. jur., Oberregierungsrat, letzter Grundbesitzer von Reinsdorf
- Horst von Tümpling (1938–1983), ab 1959 freier Schriftsteller[11]

## Literatur

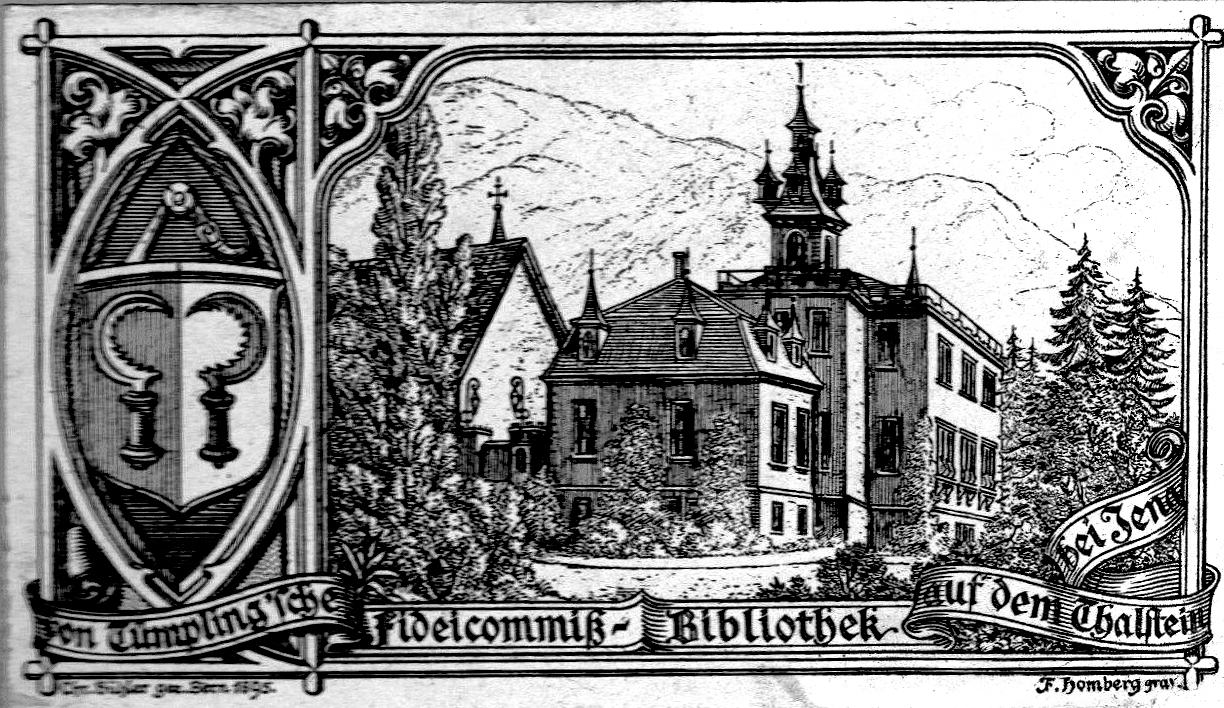
Tümpling Exlibris, Thalstein 1895